# 苍白笋螺
苍白笋螺（学名：Terebra alveolata），是新腹足目笋螺科笋螺属的一种。主要分布于台湾，常栖息在浅海砂底。